# Tine Lilholt
Tine Lilholt (født 12. september 1958 i Herlev) er dansk musiker og var i 23 år (fra 1983 til 2006) sammen med sine søskende Lars  Lilholt og Kristian Lilholt medlem af Lars Lilholt Band, hvor hun spillede tværfløjte.
I dag arbejder hun med egen Mixed Media kunst, en kombinationen af musik og malerier, som også er en koncertform.[kilde mangler]
I 2013 spillede hun igen i gruppen. Siden 2012 har hun ved flere lejligheder spillet sammen med Kristian Lilholt.
I 2010 åbnede hun Galleri Tine Lilholt i Skørping sammen med sin ægtemand Klaus Thrane, der spillede trommer i Lars Lilholt Band.